# Władysław Kazimierz Rogiński
Władysław Kazimierz Rogiński herbu Rola – chorąży parnawski w latach 1674–1675.
W 1674 roku był elektorem Jana III Sobieskiego z powiatu oszmiańskiego.